# Douglas Tybor Durig
| Entdeckte Asteroiden: 37 | Entdeckte Asteroiden: 37 |
| ------------------------ | ------------------------ |
| (51431) Jayardee         | 19. März 2001            |
| (65159) Sprowls          | 14. Februar 2002         |
| (89264) Sewanee          | 11. November 2001        |
| (92685) Cordellorenz     | 31. August 2000          |

Douglas Tybor Durig (* 29. April 1961 in Boston) ist ein US-amerikanischer Astronom.
1973 schloss er die University of Virginia in den Fächern Chemie, Physik und Mathematik ab. 1983 erwarb er das Baccalaureat in mathematischer Chemie an der University of South Carolina und promovierte dort 1987 in mathematischer Physik.
Er benutzt das Cordell-Lorenz Observatory (IAU-Code 850) der University of the South in Sewanee in Tennessee für seine Beobachtungen.
Zwischen 2000 und 2009 entdeckte er insgesamt 37 Asteroiden, teils zusammen mit Mary Alice Mathison, Alric Duane McDermott und V. L. Nixon.